# Thomas Ayeko
Thomas Ayeko (né le 10 février 1992) est un athlète ougandais, spécialiste des courses de fond.

## Biographie

### Palmarès
| Date | Compétition                             | Lieu         | Résultat | Épreuve            | Performance    |
| ---- | --------------------------------------- | ------------ | -------- | ------------------ | -------------- |
| 2010 | Championnats du monde de cross-country  | Bydgoszcz    | 18e      | Individuel junior  | 23 min 02 s    |
| 2010 | Championnats du monde de cross-country  | Bydgoszcz    | 3e       | Par équipes junior | 56 pts         |
| 2011 | Championnats du monde de cross-country  | Punta Umbría | 2e       | Individuel junior  | 22 min 27 s    |
| 2011 | Championnats du monde de cross-country  | Punta Umbría | 3e       | Par équipes junior | 50 pts         |
| 2011 | Championnats d'Afrique juniors          | Gaborone     | 3e       | 5 000 m            | 13 min 40 s 04 |
| 2011 | Championnats d'Afrique juniors          | Gaborone     | 3e       | 10 000 m           | 28 min 27 s 54 |
| 2012 | Jeux olympiques                         | Londres      | 16e      | 10 000 m           | 27 min 58 s 96 |
| 2013 | Championnats du monde                   | Moscou       | 11e      | 10 000 m           | 27 min 40 s 96 |
| 2018 | Championnats d'Afrique de cross-country | Chlef        | 3e       | Individuel senior  | 30 min 47 s    |

### Records
| Épreuve       | Performance    | Lieu   | Date         |
| ------------- | -------------- | ------ | ------------ |
| 5 000 mètres  | 13 min 26 s 09 | Turin  | 8 juin 2012  |
| 10 000 mètres | 27 min 40 s 96 | Moscou | 10 août 2013 |